# Billy Bob Thornton
William Robert Thornton (Hot Springs, 4 de agosto de 1955) é um ator, músico, roteirista e cineasta norte-americano.

## Biografia
Thornton nasceu em Hot Springs, Arkansas, filho de Billy Ray Thornton, um professor de história do colegial e treinador de basquete, e Virginia R. Faulkner, uma vidente. Foi casado com Angelina Jolie entre 2000 e 2003.

## Filmografia
- 2024 - The Electric State
- 2022 - The Gray Man
- 2018 - A Million Little Pieces
- 2018 - London Fields

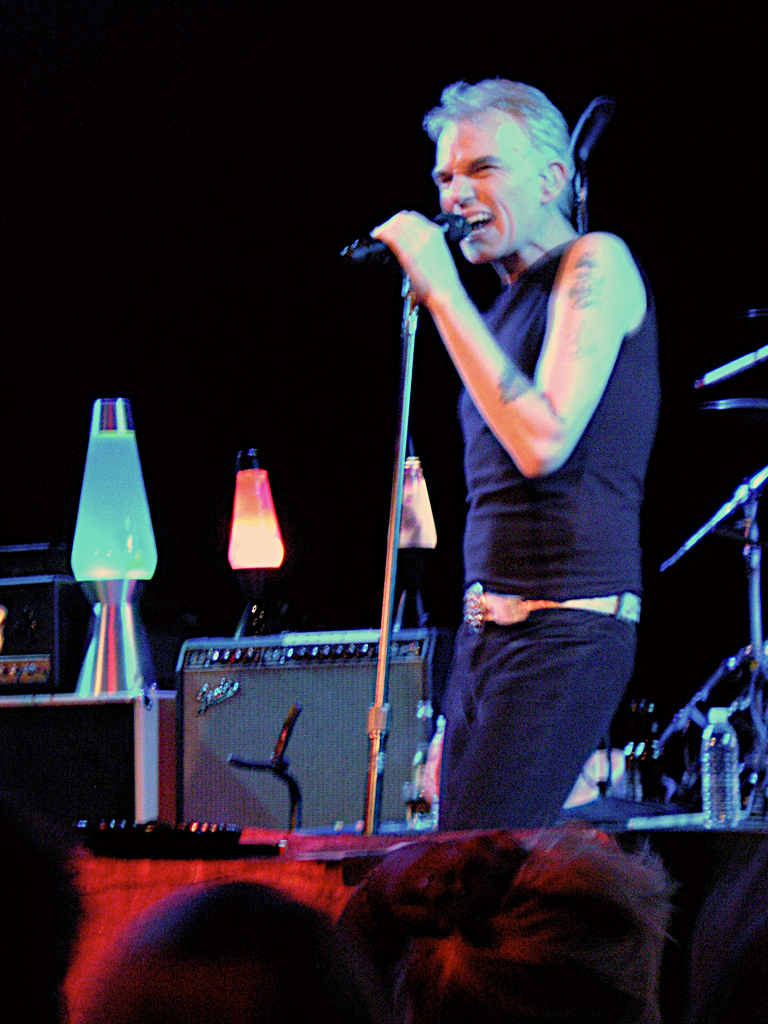
Thornton em um show de sua banda, The Boxmasters, em 2007.

- 2016 - Papai Noel às Avessas 2 (Bad Santa 2)
- 2015 - Our Brand Is Crisis
- 2015 - Entourage
- 2014 - Fargo
- 2014 - The Judge
- 2012 - The Baytown Outlaws
- 2012 - Jayne Mansfield's Car
- 2011 - Gato de Botas (Jack - voz)
- 2010 - Rápida Vingança
- 2009 - O Cheiro do Sucesso (The Smell of Success)
- 2008 - Controle Absoluto (Eagle Eye)
- 2007 - Em Pé de Guerra (Mr. Woodcock)
- 2006 - Escola de idiotas (School for Scoundrels)
- 2006 - Sonhando alto (The Astronaut Farmer)
- 2005 - Sujou... chegaram os Bears (Bad new Bears)
- 2005 - A sangue frio (The Ice Harvest)
- 2004 - Friday night lights
- 2004 - O Álamo (The Alamo)
- 2004 - Chrystal
- 2003 - Simplesmente amor (Love Actually)
- 2003 - Papai Noel às avessas (Bad Santa)
- 2003 - O 5º passo (Levity)
- 2003 - O amor custa caro (Intolerable Cruelty)
- 2002 - Seu marido e minha mulher (Waking up in Reno)
- 2002 - CatDog: The great parent mystery (TV) (voz)
- 2002 - Protegido pela lei (The Badge)
- 2002 - A última ceia (Monster's Ball)
- 2001 - Vida bandida (Bandits)
- 2001 - O homem que não estava lá (The Man Who Wasn't There)
- 2001 - Daddy and them
- 2000 - South of heaven, west to hell
- 2000 - The Last real cowboys
- 1999 - Alto controle (Pushing Tin)
- 1998 - Um plano simples (A simple Plan)
- 1998 - Armageddon (Armageddon (filme))
- 1998 - Três sócios duvidosos (Homegrown)
- 1998 - Segredos do poder (Primary Colors)
- 1998 - A gun, a car, a blonde
- 1997 - Hollywood - Muito além das câmeras (An Alan Smithee Film: Burn, Hollywood, Burn!)
- 1997 - O apóstolo (The Apostle)
- 1997 - Reviravolta (U-Turn)
- 1997 - Princesa Mononoke (Princess Mononoke) (voz)
- 1996 - Na corda bamba (Sling Blade)
- 1996 - O vencedor (Winner, The)
- 1996 - Texas - A última chance (Don't look back) (TV)
- 1995 - Revelação de outro mundo (Out there) (TV)
- 1995 - As estrelas de Henrietta (Stars fell on Henrietta, The)
- 1995 - Dead man (Dead man)
- 1994 - Em terreno selvagem (On Deadly Ground)
- 1994 - Floundering
- 1993 - Tombstone - A justiça está chegando (Tombstone)
- 1993 - Marcados pelo sangue (Bound by honour)
- 1993 - Proposta indecente (Indecent Proposal)
- 1993 - Inimigos de sangue (The Killing box)
- 1993 - Living and working at space: the countdown has begun (TV)
- 1993 - Some folks call it a sling blade
- 1992 - Arriscando tudo (Trouble bound)
- 1991 - Para eles com muito amor (For the boys)
- 1991 - Um passo em falso (One false move)
- 1989 - Aqui caiu um zumbi (Chopper chicks in Zombietown)
- 1989 - Going overboard
- 1988 - Amargas satisfações (South of Reno)
- 1987 - Mil Elos - O preço da liberdade (The Man who broke 1,000 chains) (TV)
- 1987 - Sangue de caçador (Hunter's blood)

## Prêmios
- Recebeu uma indicação ao Oscar de Melhor Ator, por "Na Corda Bamba" (1996).
- Recebeu uma indicação ao Oscar de Melhor Ator Coadjuvante, por "Um Plano Simples" (1998).
- Ganhou o Oscar de Melhor Roteiro Adaptado, por "Na Corda Bamba" (1996).
- Recebeu uma indicação ao Globo de Ouro de Melhor Ator - Drama, por "O Homem Que Não Estava Lá" (2001).
- Recebeu 2 indicações ao Globo de Ouro de Melhor Ator - Comédia/Musical, por "Vida Bandida" (2001) e "Papai Noel às Avessas" (2003).
- Recebeu uma indicação ao Globo de Ouro de Melhor Ator Coadjuvante, por "Um Plano Simples" (1999).
- Ganhou o Independent Spirit Awards de Melhor Filme de Estreia, por "Na Corda Bamba" (1996).
- Recebeu uma indicação ao Independent Spirit Awards de Melhor Roteiro, por "Um Passo em Falso" (1991).
- Venceu o Globo de Ouro de melhor ator em minissérie ou filme para televisão por Fargo (2014)